# Васил Мирчев (офицер)
 Тази статия е за генерал-майора Васил Мирчев.  За режисьора вижте Васил Мирчев.  
Васил Димитров (Китин) Мирчев е български офицер, генерал-майор.

## Биография
Васил Мирчев е роден на 1 януари 1892 г. в Калофер. През 1913 г. завършва Военното училище в София. Взема участие в Първата световна война (1915 – 1918) като взводен командир във 2-ра сборна пионерна дружина, като на 5 октомври 1916 г. е произведен в чин поручик. След войната, през 1919 г. е произведен в чин капитан. Служи в 4-та пионерна дружина към 2-ри пехотен искърски полк През 1927 г. е назначен на служба в 3-и инженерен полк, през следващата година е произведен в чин майор и служи като командир на дружина от 1-ви инженерен полк. През 1929 г. е назначен за домакин на инженерния отдел на Държавната военна фабрика., след което от 1932 г. поема командването на дружина от 2-ри инженерен полк, като на 3 септември същата година е произведен в чин подполковник.
През 1935 г. подполковник Мирчев е назначен за началник на отделение в Инженерната инспекция, след което на 3 пъти през 1935, 136 и 1937 г. е назначен за командир на 2-ри инженерен полк, като междувременно на 3 октомври 1936 г. е произведен чин полковник. В началото на 1939 г. е назначен за командир на Свързочния полк, след което от 1940 г. е началник на инженерно-свързочния отдел в щаба на 1-ва армия и през 1943 г. е назначен на най-висшата длъжност от Свързочни войски, а именно Инспектор на Свързочни войски. На 6 май 1944 г. е произведен в чин генерал-майор. През 1945 г. става началник на Свързочния отдел към Щаба на войската. Уволнен през 1945 г.
Васил Мирчев е женен и има 2 деца.

## Военни звания
- Подпоручик (22 септември 1913)
- Поручик (5 октомври 1916)
- Капитан (1919)
- Майор (1928)
- Подполковник (3 септември 1932)
- Полковник (3 октомври 1936)
- Генерал-майор (6 май 1944)